# Leica M (Typ 240)
 (octobre 2012).
Si vous disposez d'ouvrages ou d'articles de référence ou si vous connaissez des sites web de qualité traitant du thème abordé ici, merci de compléter l'article en donnant les références utiles à sa vérifiabilité et en les liant à la section « Notes et références ».
Leica M9 Leica M type 262
Le Leica M (Typ 240) est un appareil photographique numérique télémétrique de 24 mégapixels fabriqué par Leica, présenté lors de la Photokina de 2012, en remplacement du Leica M9.
Leica a reçu pour ce boîtier le prix TIPA (Technical Image Press Association) du « Meilleur appareil photo professionnel » en 2013.

## Caractéristiques techniques
- Appareil numérique à visée télémétrique
- Capteur CMOS 23,9 × 35,8 mm de 24 millions de pixels
- Boîtier métal magnésium et laiton.
- Baïonnette Leica M avec codage 6 bits.
- Télémètre clair à cadres lumineux par LED, correction de parallaxe automatique
- Viseur × 0,68 réglé à - 0,5 dioptrie
- Live View
- Correction automatique de la parallaxe (horizontale et verticale)
- Affichage par DEL rouge de la vitesse en auto / dépassement +/- expo / correction d'expo +/- / avertissement carte SD bientôt pleine / mémorisation
- Indication de bonne exposition par balance de l'exposition avec 2 diodes triangulaires et 1 diode ronde
- Mesure sélective de l'exposition TTL par réflexion sur la partie centrale d'une lamelle d'obturateur peinte. IL 0 à IL 20
- Cellule silicium avec optique convergente de focalisation
- Obturateur vertical à lamelles silencieux
- Vitesse auto de 32 s à 1⁄4 000 s ; 60 s en mode Bulb
- Prise de vue S (seule) ou C (continue) de 2 images par seconde sur 8 images
- Vidéo avec son, définition 1080p, 720p, VGA
- Retardateur 2 ou 12 s
- Déclencheur à 3 paliers : activation du circuit / mémorisation en auto / déclenchement
- TTL flash avec pré-éclair avec sabot SCA 3502 M4, flash Leica SF24 D ou SF 58
- Synchro pose B à 1⁄180 s
- Synchro 1er ou 2e rideau
- Correction flash +/- 3 diaph. par 1/3 (dépend du flash)
- Sensibilité native 200 ISO, réglable de 100 à 6400 ISO
- Format d'enregistrement DNG / JPEG 2 niveaux
- Fichier DNG : non compressé (16 bits, 36 Mo) ou compressé (enregistrement 8 bits, 18 Mo, codage non linéaire)
- Logiciel fourni : Adobe Photoshop Lightroom (à télécharger)
- Carte SD jusqu'à 2 To, SDHC, SDXC
- Balance des blancs auto / manuelle.
- Espace couleur RGB / sRGB
- Écran de contrôle 3" / 920 000 pixels
- Accumulateur placé sous la semelle, 7,4 V / 1 800 mAh
- Prise mini-USB, standard USB 2.0
- Dimensions : 139 mm × 80 mm × 42 mm
- Poids : 630 g (avec batterie)